# 珊隐蟹属
珊隐蟹属（学名：Hapalocarcinus）是珊隐蟹科的一属。

## 下属物种
本属包括以下物种：
- 袋腹珊隐蟹 Hapalocarcinus marsupialis Stimpson, 1859